# Rain (1932)
Rain ist ein US-amerikanischer Spielfilm aus dem Jahr 1932 mit Joan Crawford in der Hauptrolle. Der Film basiert auf dem gleichnamigen Bühnenstück, das Motive von Somerset Maughams Erzählung Miss Thompson aufnimmt.

## Handlung
Ein Schiff läuft in den Hafen von Pago Pago ein. An Bord befinden sich unter anderem der bigotte Reverend Alfred Davidson, seine devote Ehefrau und Sadie Thompson, eine Frau mit dubiosem Hintergrund. Der Ausbruch einer Epidemie zwingt die Passagiere in Pago-Pago zu bleiben. Davidson hat es sich zum Ziel gesetzt, Sadie, die in seinen Augen eine verkommene Frau und eine verlorene Seele ist, moralisch zu retten. Sadie weist den Missionar, der ihr gegenüber nicht nur ehrbare Absichten zu verfolgen scheint, brüsk ab. Daraufhin veranlasst Davidson den Gouverneur von Pago-Pago, Sadie zu deportieren. In der Zwischenzeit lernt Sadie den freundlichen Offizier O’Hara kennen und lieben. Beide wollen heiraten. Davidson, der in der Zwischenzeit seinen Verstand verloren hat, vergewaltigt in einem Anfall von Wahnsinn Sadie und begeht danach Selbstmord. Sadie und O’Hara beginnen einen neuen Lebensabschnitt.

## Hintergrund
Joan Crawford hatte seit ihrem Durchbruch in Our Dancing Daughters Mitte 1928 den Aufstieg zu einem der größten Stars von Hollywood geschafft. Allmählich zeigte sie sich jedoch unzufrieden mit den eher leichten Rollen, die ihr MGM anbot und verlangte zunehmend nach dramatischen Auftritten, um ihr schauspielerisches Potential zu entwickeln. Vor dem Hintergrund kam das Angebot von Lewis Milestone, die Rolle der Sadie Thompson zu übernehmen. Der Film basiert auf dem Stück Rain, das im November 1923 am Broadway Premiere hatte und es mit Jeanne Eagels auf insgesamt 256 Aufführungen brachte. Schon ein Jahr später kam es zu einer Wiederaufführung mit Eagles, die für insgesamt 648 Aufführungen lief. 1935 übernahm Tallulah Bankhead den Part in einem erneuten Revival, nachdem sie in den 1920ern bereits mit großem Erfolg in London mit der Rolle auf der Bühne stand. Gloria Swanson hatte 1929 in der ersten Verfilmung unter der Regie Raoul Walsh die Hauptrolle gespielt.
Jetzt übernahm es Maxwell Anderson das Drehbuch zu verfassen. Um die Bedenken der Zensurbehörden zu entkräften, wandelte Anderson den Charakter der Sadie und machte ihn sympathischer. Wo Sadie im Original eine verbitterte Hure ist, die unter dem Einfluss von Davidson in eine Art von religiösen Wahn verfällt, ist die Sadie in dieser Version eher ein etwas leichtfertiges Mädchen mit wechselnden Männerbekanntschaften. Crawford war zunächst trotzdem zurückhaltend, die Offerte zu akzeptieren. Ihr guter Freund William Haines warnte sie, in direkten Vergleich mit Jeanne Eagles und Swanson zu treten. Am Ende überzeugte der Produzent Joseph Schenk, dessen Bruder der Hauptaktionär von MGM war, die Schauspielerin. Zum ersten Mal seit 1926 drehte Crawford für ein anderes Studio. Um nicht ganz auf den gewohnten technischen Standard zu verzichten, bestand sie darauf, den Kameramann Oliver T. Marsh zu verpflichten, der maßgeblich bei MGM dafür verantwortlich war, Crawford möglichst vorteilhaft auf der Leinwand zu präsentieren. Dazu kam das Engagement von Lewis Milestone, der damals zu den besten und angesehensten Regisseuren der Branche zählte. Kaum war Crawford allerdings für die Außenaufnahmen auf Catalina, einer Insel in der Bucht von Kalifornien, angekommen, bereute sie schon ihre Entscheidung. Walter Huston und Beulah Bondi, zwei erfahrene Theaterschauspieler, blickten mit Herablassung auf Crawford, die niemals Schauspielunterricht genommen hatte. William Gargan und Crawford mochten sich nicht, so dass die zentrale Liebesgeschichte von Anfang wenig Glaubwürdigkeit hatte. Dazu kam die uninspirierte Regie von Milestone, der kein wirkliches Interesse an dem Unterfangen hatte und sich darauf beschränkte, seine Unlust mit Alkohol zu bekämpfen. Seine Anweisungen an Crawford bestanden meist in unvorteilhaften Vergleichen mit Jeanne Eagles und deren Darstellung der Rolle. Dazu kam die Neigung von Milestone, jede Szene endlos wiederholen zu lassen, was Crawford, die meist schon mit der ersten Einstellung ihre beste Interpretation gegeben hatte, nicht unbedingt entgegenkam.
Hinzu kamen erhebliche persönliche Probleme bei Crawford, deren Ehe mit Douglas Fairbanks Jr. in den letzten Monaten zunehmend zerrüttet war. Beide stritten sich endlos und am Ende verbot sie ihrem Ehemann, sie auf dem Set zu besuchen. Der ganze Stress soll zu einer Fehlgeburt bei Crawford geführt haben, die danach keine Kinder mehr bekommen konnte.
Joan Crawford, die selbst ihr strengster Kritiker war, zeigte sich mit dem Endergebnis unzufrieden. Bis an ihr Lebensende bereute sie den in ihren Augen unverzeihlichen Fehler, die Rolle übernommen zu haben. In Conversations with Joan Crawford führte sie gegenüber Roy Newquist aus.

„Ich hoffe, sie verbrennen jede einzelne Kopie von diesem Reinfall, die existiert. […] Ich kann nicht verstehen, warum ich eine so unverzeihlich schlechte Darstellung geboten habe. Es war alles meine Schuld. Die Regie von Milestone war so schwach, dass ich beschloss, den Stier bei den Hörnern zu packen und meine eigene Sadie Thompson zu spielen. Ich war so schlecht in jeder einzelnen Szene.“

## Kinoauswertung
Der Film kam am 12. Oktober 1932 in den nationalen Verleih. Mit Herstellungskosten von 591.000 US-Dollar war es eine etwas überdurchschnittlich teure Produktion. An der Kinokasse erwies sich Rain als Flop und spielte in den Vereinigten Staaten lediglich 538.000 US-Dollar ein, einen Betrag, der sehr deutlich unter dem sonstigen Ergebnissen für einen Joan-Crawford-Film lag. Mit katastrophal niedrigen Auslandseinnahmen von 166.000 US-Dollar und einem kumulierten Gesamtergebnis von 704.000 US-Dollar mussten die Produzenten am Ende einen Verlust von 198.000 US-Dollar verbuchen. Es war der erste Crawfordfilm seit The Boob von 1926, der keinen Gewinn auswies.

## Kritiken
Die meisten der zeitgenössischen Kritiker bemängelten die Adaption und gaben die Schuld für das Scheitern der langweiligen Regie von Lewis Milestone und der wenig überzeugenden Darstellung von Joan Crawford.
Mordaunt Hall schrieb in der New York Times wenig schmeichelhaft:

„Mr. Huston ist schlecht als Rev. Davidson, der bigotte Prediger. Er geht herum, als wäre er jahrelang Soldat in der preußischen Armee gewesen. […] Die Psychologie der anderen Charaktere ist gezwungen und fehlerhaft, einschließlich desjenigen von Sadie Thompson. Sie hat schillernde Armreife und hohe Pumps und ist doch ängstlich angesichts der Vorstellung, alle könnten über ihren Beruf Bescheid wissen.“

Die Kritik in Variety war auch nicht viel besser:

„Es war ein Fehler, Miss Crawford die Sadie Thompson spielen zu lassen. Die Rolle zeigt sie in einem unvorteilhaften Licht. Die dramatischen Anforderungen liegen außerhalb ihrer Fähigkeiten. […] Joan Crawford ist als leichtes Mädchen extrem bizarr zurechtgemacht. Bordsteinschwalben donnern sich nicht so theatralisch auf wie sie.“